# 卡恩凯尔
卡恩凯尔（Kanker），是印度恰蒂斯加尔邦Kanker县的一个城镇。总人口24485（2001年）。

## 人口
该地2001年总人口24485人，其中男性12238人，女性12247人；0—6岁人口2890人，其中男1417人，女1473人；识字率76.73%，其中男性为82.85%，女性为70.62%。